# Medinilla cuernosensis
Medinilla cuernosensis är en tvåhjärtbladig växtart som beskrevs av Adolph Daniel Edward Elmer. Medinilla cuernosensis ingår i släktet Medinilla och familjen Melastomataceae. Inga underarter finns listade i Catalogue of Life.